# Боту, Жан
Жан Фиа́кр Куаме́ Боту́ (фр. Jean Fiacre Kouamé Botué; род. 7 августа 2002, Абиджан) — буркинийский футболист, нападающий клуба «Аяччо» и сборной Буркина-Фасо.

## Клубная карьера
Боту — воспитанник клуба «Уагадугу». В начале 2021 года Жан подписал контракт с французским «Аяччо». 3 апреля в матче против «Валансьена» он дебютировал в Лиге 2. 25 августа в поединке против «Кана» Жан забил свой первый гол за «Аяччо». В 2024 году перешёл в финский "Интер" 

## Международная карьера
В 2019 году Боту в составе молодёжной сборной Буркина-Фасо принял участие в молодёжном Кубке Африки в Нигере. На турнире он сыграл в матчах против команд Мали и Сенегла. 
В 2021 году Боту во второй раз принял участие в молодёжном Кубке Африки в Мавритании. На турнире он сыграл в матчах против команд Намибии и Уганды. В поединке против намибийцев Жан забил гол.
7 сентября 2021 года в отборочном матче чемпионата мира 2022 против сборной Алжира Боту дебютировал за сборную Буркина-Фасо. 